# Assemblée de Londres
Hôtel de ville de Londres
L'Assemblée de Londres (en anglais : London Assembly) est l'organe de l'Autorité du Grand Londres chargé de contrôler l'action du maire de Londres. Elle est composée de 25 membres élus selon un système mixte pour quatre ans.

## Système électoral
L'Assemblée de Londres est composée de 25 membres élus selon un système mixte pour un mandat de quatre ans. Chaque électeur disposant de deux voix : une pour élire un des 14 membres au scrutin uninominal majoritaire dans autant de circonscriptions et une seconde pour élire les 11 membres au scrutin proportionnel de liste attribués suivant la méthode D'Hondt à tous les partis ayant franch le seuil électoral de 5 % des suffrages exprimés.

## Composition
| Parti               | 2000   | 2004   | 2008    | 2012    | 2016    | 2021    | 2024    |
| ------------------- | ------ | ------ | ------- | ------- | ------- | ------- | ------- |
| Travaillistes       | 9 / 25 | 7 / 25 | 8 / 25  | 12 / 25 | 12 / 25 | 11 / 25 | 11 / 25 |
| Conservateurs       | 9 / 25 | 9 / 25 | 11 / 25 | 9 / 25  | 8 / 25  | 9 / 25  | 8 / 25  |
| Verts               | 3 / 25 | 2 / 25 | 2 / 25  | 2 / 25  | 2 / 25  | 3 / 25  | 3 / 25  |
| UKIP                | 0 / 25 | 2 / 25 | 0 / 25  | 0 / 25  | 2 / 25  | 0 / 25  | 0 / 25  |
| Libéraux-démocrates | 4 / 25 | 5 / 25 | 3 / 25  | 2 / 25  | 1 / 25  | 2 / 25  | 2 / 25  |
| BNP                 | 0 / 25 | 0 / 25 | 1 / 25  | 0 / 25  | 0 / 25  | 0 / 25  | 0 / 25  |
| Reform UK           | 0 / 25 | 0 / 25 | 0 / 25  | 0 / 25  | 0 / 25  | 0 / 25  | 1 / 25  |

### Circonscriptions

Cartes des circoncriptions de l'Assemblée de Londres.

Les 14 circonscriptions électorales se répartissent comme suit :
| Numéro | Circonscription        | Circonscription                                                       | Boroughs  | Électeurs (en 2024) |
| ------ | ---------------------- | --------------------------------------------------------------------- | --------- | ------------------- |
| 1      | Barnet and Camden      | Barnet et Camden                                                      | 413 809   |                     |
| 2      | Bexley and Bromley     | Bexley et Bromley                                                     | 421 800   |                     |
| 3      | Brent and Harrow       | Brent et Harrow                                                       | 428 775   |                     |
| 4      | City and East          | Barking and Dagenham, Cité de Londres, Newham et Tower Hamlets        | 628 856   |                     |
| 5      | Croydon and Sutton     | Croydon et Sutton                                                     | 440 715   |                     |
| 6      | Ealing and Hillingdon  | Ealing et Hillingdon                                                  | 453 892   |                     |
| 7      | Enfield and Haringey   | Enfield et Haringey                                                   | 399 677   |                     |
| 8      | Greenwich and Lewisham | Greenwich et Lewisham                                                 | 399 703   |                     |
| 9      | Havering and Redbridge | Havering et Redbridge                                                 | 402 497   |                     |
| 10     | Lambeth and Southwark  | Lambeth et Southwark                                                  | 448 552   |                     |
| 11     | Merton and Wandsworth  | Merton et Wandsworth                                                  | 384 678   |                     |
| 12     | North East             | Hackney, Islington et Waltham Forest                                  | 524 885   |                     |
| 13     | South West             | Hounslow, Kingston upon Thames et Richmond upon Thames                | 455 381   |                     |
| 14     | West Central           | Hammersmith and Fulham, Kensington and Chelsea et Cité de Westminster | 359 208   |                     |
|        |                        |                                                                       | 6 162 428 |                     |

## Pouvoirs
L'Assemblée de Londres est établi par le Greater London Authority Act de 1999, à la suite du référendum de 1998. Ses pouvoirs consistent à surveiller l'action du maire de Londres dont elle peut rejeter le budget à une majorité des deux tiers. L'Assemblée et ses commissions peuvent mener des enquêtes sur la politique du maire et lui faire des propositions.

## Présidence
Le président et le vice-président sont élus par l'ensemble des membres de l'Assemblée chaque année au mois de mai et demeurent en fonction pendant un an.
| Nom             | Début        | Fin          | Parti | Parti               |
| --------------- | ------------ | ------------ | ----- | ------------------- |
| Trevor Phillips | mai 2000     | mai 2001     |       | Travailliste        |
| Sally Hamwee    | mai 2001     | mai 2002     |       | Libéraux-démocrates |
| Trevor Phillips | mai 2002     | février 2003 |       | Travailliste        |
| Sally Hamwee    | février 2003 | mai 2004     |       | Libéraux-démocrates |
| Brian Coleman   | mai 2004     | mai 2005     |       | Conservateur        |
| Sally Hamwee    | mai 2005     | mai 2006     |       | Libéraux-démocrates |
| Brian Coleman   | mai 2006     | mai 2007     |       | Conservateur        |
| Sally Hamwee    | mai 2007     | mai 2008     |       | Libéraux-démocrates |
| Jennette Arnold | mai 2008     | mai 2009     |       | Travailliste        |
| Darren Johnson  | mai 2009     | mai 2010     |       | Vert                |
| Dee Doocey      | mai 2010     | mai 2011     |       | Libéraux-démocrates |
| Jennette Arnold | mai 2011     | mai 2013     |       | Travailliste        |
| Darren Johnson  | mai 2013     | mai 2014     |       | Vert                |
| Roger Evans     | mai 2014     | mai 2015     |       | Conservateur        |
| Jennette Arnold | mai 2015     | mai 2016     |       | Travailliste        |
| Tony Arbour     | mai 2016     | mai 2017     |       | Conservateur        |
| Jennette Arnold | mai 2017     | mai 2018     |       | Travailliste        |
| Tony Arbour     | mai 2018     | mai 2019     |       | Conservateur        |
| Jennette Arnold | mai 2019     | mai 2020     |       | Travailliste        |
| Navin Shah      | mai 2020     | mai 2021     |       | Travailliste        |
| Andrew Boff     | mai 2021     | mai 2022     |       | Conservateur        |
| Onkar Sahota    | mai 2022     | mai 2023     |       | Travailliste        |
| Andrew Boff     | mai 2023     | en fonction  |       | Conservateur        |